# 城山三郎賞
城山三郎賞（しろやまさぶろうしょう）は、角川文化振興財団が主催する日本の文学賞である。2014年（平成26年）に創設された。「小説、評論、ノンフィクションを問わず、いかなる境遇、状況にあっても個として懸命に生きる人物像を描いた作品、あるいはそうした方々が著者である作品を顕彰する」ための賞である。
受賞は、選考委員の合議によって決定され、12月に贈呈式を行い、受賞者には賞状、記念品ならびに副賞100万円が授与される。選考対象は、前年6月1日から当年5月31日までに刊行された日本語で書かれた書籍である。
なお、城山三郎の名を冠した賞としては、ダイヤモンド社主催の「城山三郎経済小説大賞」（「ダイヤモンド経済小説大賞」から改称）が存在していたが、2012年（平成24年）発表の第4回をもって終了している。

## 受賞作

### 第1回から第10回
- 第1回（2014年）[2]
  - 中村哲『天、共に在り―アフガニスタン三十年の闘い』（NHK出版、2013年10月刊）
  - 堀川惠子『教誨師』（講談社、2014年1月刊）
- 第2回（2015年）[3]
  - 瀬木比呂志『ニッポンの裁判』（講談社、2015年1月刊）
- 第3回（2016年）[4]
  - 辺見庸『増補版 １★９★３★７』（河出書房新社、2016年3月刊）
  - 北野慶『亡国記』（現代書館、2015年8月刊）
- 第4回（2017年）[5]
  - 該当作なし
- 第5回（2018年）[6]
  - 安田峰俊『八九六四 「天安門事件」は再び起きるか』（KADOKAWA（角川書店）、2018年5月刊）
- 第6回（2019年）[7]
  - 佐々木実『資本主義と闘った男 ─宇沢弘文と経済学の世界』（講談社、2019年3月刊）
- 第7回（2020年）
  - 三上智恵『証言　沖縄スパイ戦史』（集英社、2020年2月刊）
- 第8回（2021年）
  - 平野雄吾『ルポ入管―絶望の外国人収容施設』（ちくま新書、2020年10月刊）
- 第9回（2022年）休止[8]

## 選考委員
魚住昭、片山善博、斎藤美奈子（いずれも第1回から）